# 拉韦洛

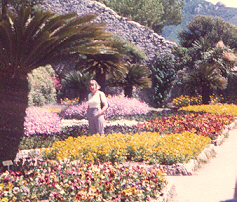
Rufolo 花园

拉韦洛（Ravello）是意大利南部坎帕尼亚大区萨莱诺省的一个小镇，地处阿马尔菲海岸，大约有2,500名居民，是一个热门的旅游胜地。ISTAT代码为065104。
拉韦洛曾经是阿马尔菲海洋共和国的一个重要城镇，从839年到大约1200年是一个重要的贸易中心。从1086年到1603年，拉韦洛曾经是主教驻地，此后主教座堂迁往斯卡拉。

## 名胜
拉韦洛是意大利重要的旅游城镇之一，被《米其林旅游指南》评为“三星级旅游推荐”（最高级别）。
- 主教堂
- 盧佛羅別墅（Villa Rufolo） (1270), built by Nicola Rufolo，拉韦洛最富有的人之一，吸引数以千计的游客。乔万尼·薄伽丘在其《十日谈》中曾提到这座别墅，1880年理查德·瓦格纳在此为其歌剧《帕西法尔》构思舞台设计。
- Cimbrone别墅
- 圣公牛约翰教堂（San Giovanni del Toro），建于公元1000年以前

## 文化
该镇曾是艺术家、音乐家和作家的目的地，包括理查德·瓦格纳、毛瑞特斯·柯奈利斯·艾雪、乔万尼·薄伽丘、弗吉尼亚·吴尔夫、戈尔·维达尔。
从1953年开始，每年夏季举办拉韦洛节，以纪念理查德·瓦格纳。 
在萨莱诺和阿马尔菲有一个古代传说，拉韦洛惊险的地中海和阿马尔菲海岸风光，撒旦用万国的美丽来诱惑耶稣。
1. ↑  travelguide.michelin.com. . travelguide.michelin.com.   [2020-04-23]. （原始内容存档于2020-09-20） （英语）.